# Яхчал
Яхча́л (перс. یخچال‎ — «яма со льдом») — древний тип холодильника испарительного типа, разновидность ледника.
Здание имело наземную куполообразную часть и подземные складские помещения. Использовалось для хранения льда, иногда продовольствия. Подземная часть имела толстые, термостойкие стены. Эти сооружения строились главным образом в Иране. Большинство яхчалов построены сотни лет назад, однако до сих пор стоят в целости.

## Технология изготовления и применение

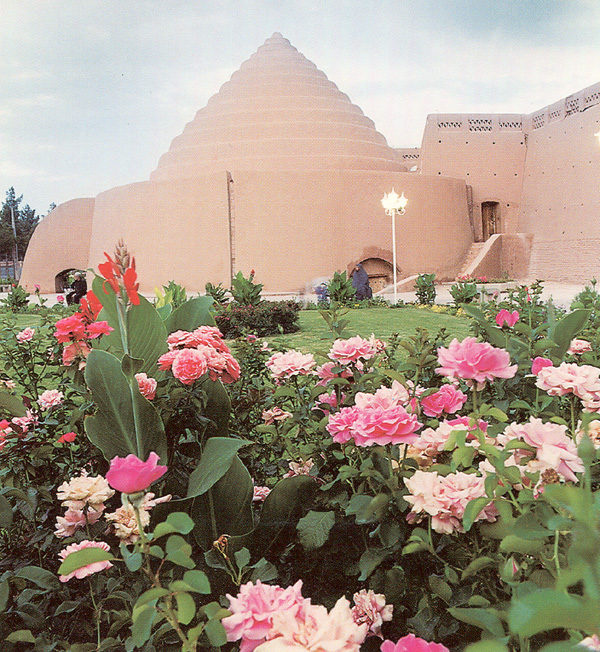
Яхчал Моайеди, Иран

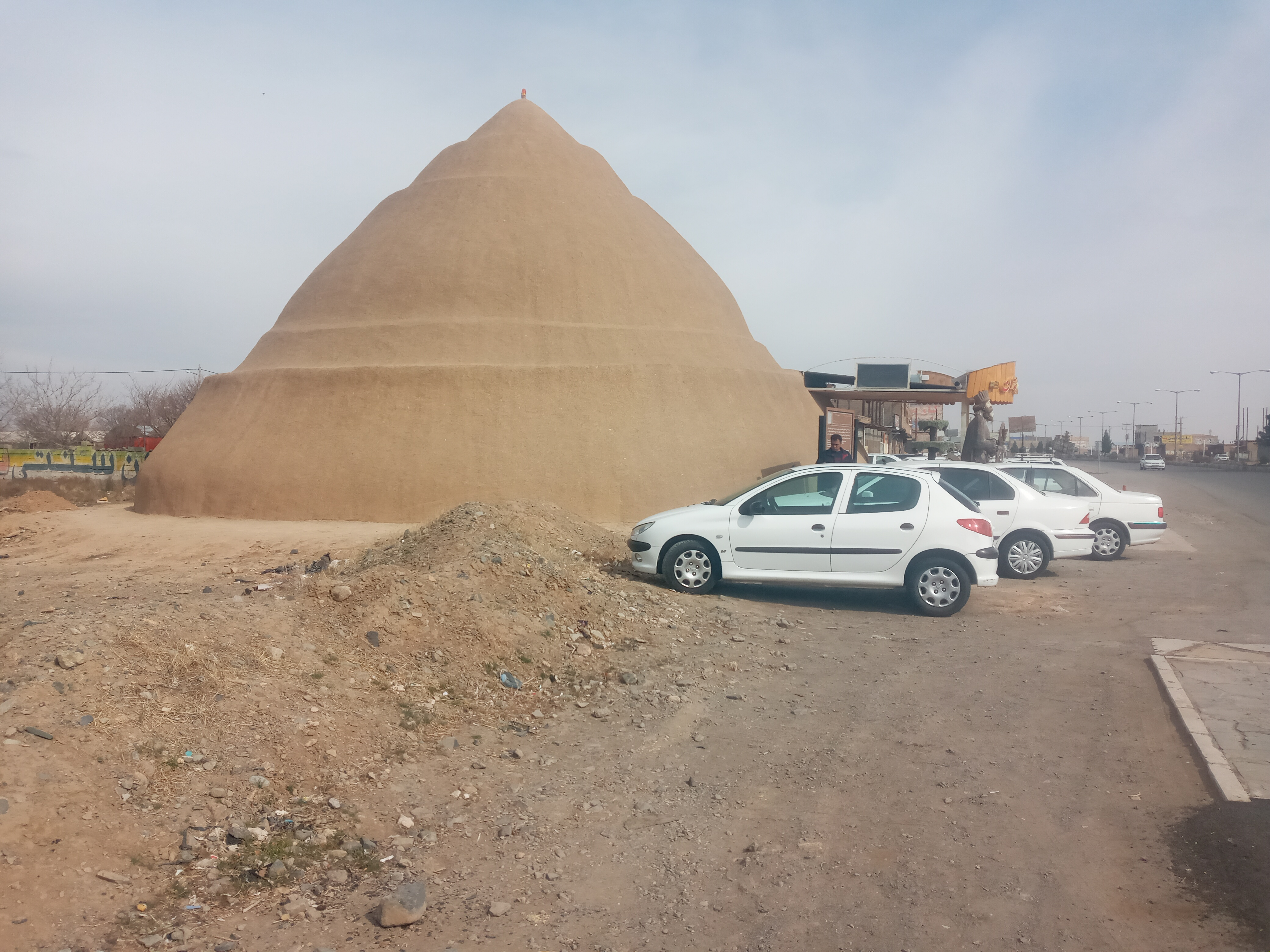
Яхчал из Кашмара, Иран

К 400 году до н. э. персидские инженеры освоили технику использования в пустыне яхчалов для создания льда зимой и хранения его летом. В большинстве яхчалов лёд создаётся сам по себе в холодное время года; вода из акведука направляется в яхчал и замерзает внутри строения. Обычно стена акведука тянется в направлении восток — запад вплотную к яхчалу, а вода заливается с северной стороны, чтобы тень от стены охлаждала воду. В некоторых случаях лёд привозят с соседних гор для хранения или чтобы ускорить процесс заморозки.
Форма сооружения позволяет холодному воздуху затекать через вход у основания постройки и спускаться до самой нижней части яхчала — больших подземных пространств объёмом до 5000 м3. В то же время высокая коническая форма здания направляет тепло вверх и выводит наружу через отверстие в самой верхней части постройки. Благодаря этому активному процессу воздух внутри яхчала остаётся более холодным, чем снаружи. Яхчал строится из уникальной водостойкой смеси, называемой «сарудж» (перс. ساروج‎). Смесь состоит из песка, глины, яичных белков, извести, козьей шерсти и золы в определённых пропорциях. Этот строительный материал сильно снижает теплообмен и считается полностью водонепроницаемым. Стены из саруджа имеют толщину не менее двух метров у основания.
Чаще всего яхчалы имеют доступ к акведуку и иногда оснащаются системой кяризов и бадгиров (перс. بادگیر‎) — древней разновидностью ветроловов или ветровых башен, которые способны быстро снижать температуру внутри яхчалов до нуля даже в летние дни. Построенные из саманного кирпича квадратной или полукруглой формы, бадгиры через отверстия наверху улавливают даже слабый ветер и направляют охлаждённый воздух вниз через внутренние вертикально закреплённые деревянные планки к воде или расположенной внизу структуре. Многие дома в пустынных городах также оснащены системой бадгиров.
Созданный и хранящийся в яхчале лёд используется в течение всего года, особенно в жаркие летние дни для различных целей: консервирования и охлаждения пищи, приготовления фалуде — традиционного персидского замороженного десерта.
Яхчал в Кермане расположен примерно в полутора километрах от центра города. Это конусообразное здание имеет высоту около восемнадцати метров. Толстая изоляция и непрерывные потоки текущей воды поддерживают низкую температуру в течение всего лета.
В наше время в Иране, Афганистане и Таджикистане термин «яхчал» также используется для обозначения современных бытовых и коммерческих холодильников.

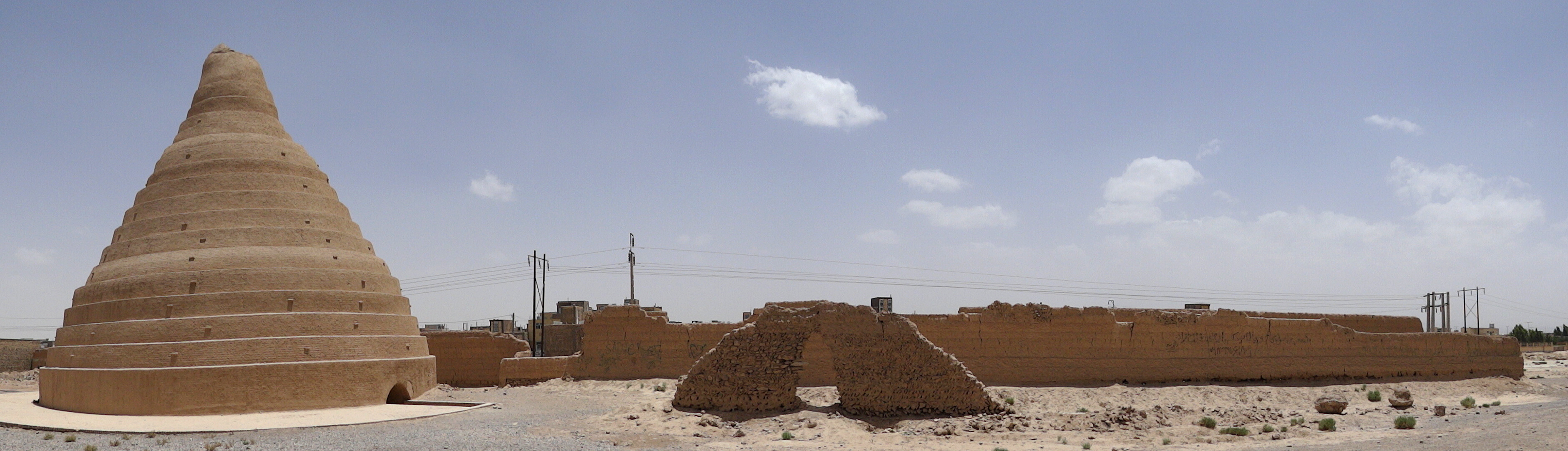
Яхчал в провинции Йезд, Иран